# Airat Ichmouratov
Airat Rafailovich Ichmouratov (en ruso: Айрат Рафаилович Ишмуратов, en tártaro: Айрат Рафаил улы Ишмурат; Kazán, 28 de junio de 1973) es un compositor, director de orquesta y clarinetista klezmer tártaro ruso-canadiense. 
Es director y compositor en la residencia de la Orquesta Sinfónica Longueuil, clarinetista de Montreal basado en el grupo Klezmer Kleztory y profesor invitado a la Universidad Laval en Quebec, Canadá.

## Vida
Ichmouratov nació y fue criado en Kazán, la capital y la ciudad más grande de la Tartaristán, Rusia. Es el segundo hijo de Razima Ichmouratova (Gatina) y Rafail Ichmouratov. Estudió Clarinete en la Escuela N3 de Música de Kazán, en el Colegio de Música de Kazán y en el Conservatorio Kazán, graduándose en 1996. En 1993, cuando fue designado como clarinetista asociado de la Ópera de Tartaristán y del Teatro de Ballet, y de la Orquesta Sinfónica del estado de Kazan, comenzó una extensa gira en Europa. En 1997, Ichmouratov llega a Canadá para participar como estudiante en el Centro del festival de arte Orford, donde conoció a Yuli Turovsky, Soviet violonchelista de origen canadiense-soviético y directora de orquesta, quien más tarde se convirtió en su mentor de cierre.
Ichmouratov está casado con la violista y violinista, Elvira Misbakhova, y tienen dos hijas.

## Carrera
En 1998 Ichmouratov permanentemente se mudó a Montreal, Canadá, donde obtuvo una Maestría en la Universidad de Montreal y donde estudió con Andre Moisan. Luego él fundó el trío Muczynski con Luo Di -Cello y Evgenia Kirjner en el piano, quién ganó el 1e premio y el Gran Premio en el Festival Nacional de la Música (Canadá, 2002) y el 1er Premio en el 8º Concurso Internacional de Música de Cámara en Cracovia (Polonia, 2004).

### Director
El primer trabajo como director de Ichmouratov, después de obtener su doctorado en la Orquesta de Directores en la Universidad de Montreal (2005) fue con la Cámara de orquesta Les Violons du Roy en la ciudad de Quebec, donde fue director asistente del especialista de renombre en el repertorio barroco y clásico, el conductor canadiense Bernard Labadie. El concierto de Les Violons du Roy en 5.12.2008 "Impresiones Rusias" bajo la dirección de Ichmouratov, también presentó el estreno mundial de su Concierto Cello, ganó el Premio Opus en la categoría -. El mejor concierto del año. Airat fue nombrado para el cargo de Director Residente de la Orquesta Sinfónica de Quebec a partir del 2009 hasta 2011, donde ayuda al conductor Israelí conductor y al compositor Yoav Talmi. En el 2011, reemplazando por un plazo corto a Yuli Turovsky – El Señor Ichmouratov dirigió La cámara de Orquesta I Musici de Montreal en una gira en Estados Unidos,] Brasil y Perú. En octubre del 2011 hizo su debut con la Academia de ópera del estado de Tartaristán y el Teatro de Ballet (Rusia) y fue invitado de Nuevo inmediatamente para dirigir Puccini de Turandot y Verdi de Rigoletto durante la temporada 2012-13 y en el siguiente Tour Europeo.

### Kleztory

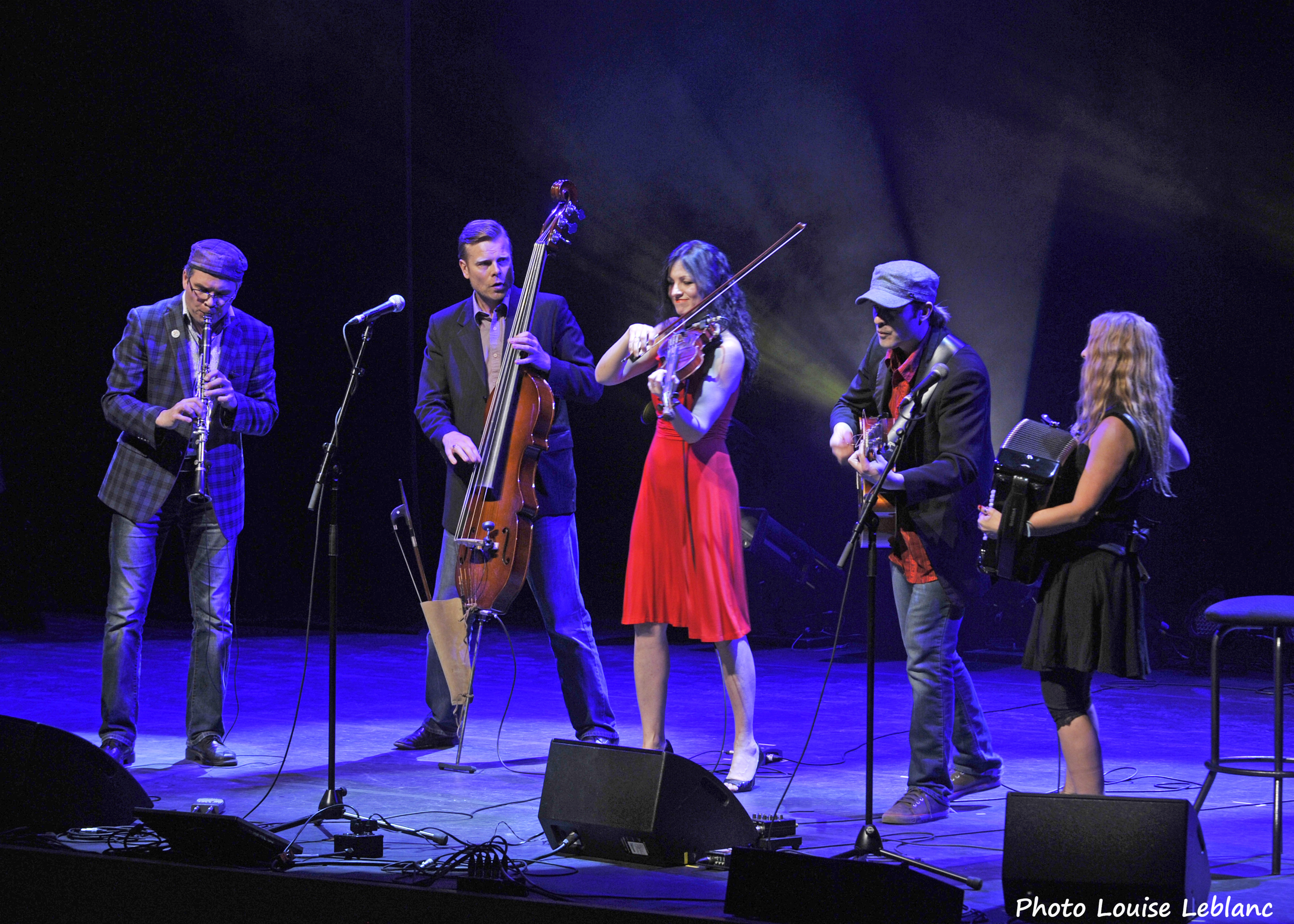
Kleztory at Rideau Showcase, 18 de febrero de 2015, Quebec, Canadá

En el año 2000, el señor Ichmouratov se unió al grupo klezmer Kleztory, en la que actualmente toca el clarinete, compone y arregla. En el año 2004, Kleztory grabó un CD para Chandos Records (Gran Bretaña) con La Orquesta de la Cámara I Musici de Montreal y Yuli Turovsky. En el 2007 el álbum de Kleztory’s "Nomade" ganó el premio Opus. Su más reciente álbum "Arrival"(2014) fue nominado como Mejor álbum del año en la categoría de Música Tradicional por ADISQ. En el 2012 ganó el Premio Kleztory klezmer en el Festival Internacional de Klezmer y Competencia en Ámsterdam y como resultado apareció durante el Festival Furth de Klezmer durante la siguiente primavera. Con Kleztory, el señor Ichmouratov ha actuado como solista con varias orquestas como la Orquesta Sinfónica de Montreal, la Orquesta Sinfónica de Quebec, La Orquesta de la cámara I Musici de Montreal, Les Violons du Roy y la Orquesta de la cámara de Bruselas y recorrió intensamente en Canadá, Estados Unidos, Brasil, México, Costa Rica, Alemania, Bélgica, Hungría, Suiza, Países Bajos, Austria, Rumania and China.

### Compositor
La música de Airat Ichmouratov ha sido realizada por una amplia gama de conjuntos y músicos en países de todo el mundo, incluyendo a Maxim Vengerov, Orquesta sinfónica de Taipéi, Orquesta Sinfónica de Quebec, Les Violons du Roy, Orquesta Metropolitana, Orquesta de Londres, Orquesta sinfónica de Longueuil,  El Nuevo cuarteto de cuerdas Nuevo de Orford, Yuli Turovsky y I Musici de Montreal , La Orquesta sinfónica del estado de Tartaristán (Rusia), el cuarteto Molinari, el cuarteto Alkan, Orford Camerata Ensemble, Sinfonía Toronto, sólo para nombrar algunos. Ichmouratov fue nombrado como Residente Compositor del 2012 en el Conciert aux îles du Bic (Canadá), en el 2013 Compositor de Centro de arte del verano en Orford (Canadá) y en el 2015 Compositor del Verano en la 17 edición del Festival Clásico des Hautes-Laurentides (Canadá). Desde 2010 Ichmouratov es un compositor asociado con el centro de la música Canadiense.

## Discografía
- Música Klezmer, Kleztory (2002)
- Barber, Copland, Britten, Bruch, La Primavera de La Orquesta de la Cámara de Kazán, Ak Bars (2002)[34]
- Klezmer, Kleztory, Yuli Turovsky y La Orquesta de la Cámara de Músicos de Montreal, Chandos Records(2004)
- Nomade, Kleztory, Premio ganador Opus 2007, Amerix (2007)[35]
- Shostakovich, Weinberg, Ichmouratov, la Orquesta de la Cámara I Musici de Montreal  , Analekta (2008)[36]
- Sinfonía, El viento del norte y la Orquesta Sinfónica de Quebec, CBC (2010)[37]
- La Carta Postal, Alcan Quartet, ATMA Classique (2011)[38]
- Beethoven, Concierto de violín (cadencias por Ichmouratov), Sinfonia No. 7 , Alexandre Da Costa, La Orquesta Sinfónica de Taipéi, Warner Classics (2013)[39]
- Arrival, Kleztory , Amerix(2014)

- Tales from the Dinarides, Michael Bridge, Guillaume Tardif, Kornel Wolak, Wirth Institute (2017)
- Klezmer Dreams, Andre Moisan, Jean Saulnier and Molinari Quartet,ATMA Classique (2017)[40]
- Nigun, Kleztory, Amerix (2017)[41]
- Melodies of Nations, Romic – Moynihan Duo, Hedone Records (2017)
- Letter From an Unknown Woman, Three Romances for Viola, Concerto Grosso No. 1 – Belarusian State Chamber Orchestra, Evgeny Bushkov – Chandos (2019)[42]
- Youth' Overture, Maslenitsa Overture, Symphony, Op.55 'On the Ruins of an Ancient Fort' – Orchestre de la Francophonie, Jean-Philippe Tremblay – Chandos (2020)[43]